# نورا میائو
نورا میائو (به انگلیسی Nora Miao و به چینی 苗可秀) - زاده ۸ فوریه سال ۱۹۵۲ میلادی - بازیگر اهل هنگ کنگ در فیلم‌های رزمی است که از مهمترین حضور او در سینما، بازی در کنار بروس لی در فیلم راه اژدها و خشم اژدها و همراه جکی چان در فیلم ضربه نهایی جدید، فرار کن پدر، فرار کن و شمشیر بی‌رحم است. وی در برخی از مستندهای بیشماری که دربارهٔ بروس لی ساخته شده‌است نیز حضور داشته‌است.
نورا هم اینک در تورنتو زندگی می‌کند و در برنامه رادیویی "Coffee Talk" در CCBC Radio فعالیت دارد.

## فیلموگرافی

### بازیگر
- "The Invincible Eight" "天龍八將" (۱۹۷۱)... Chiang Yin
- "The Blade Spares None" "刀不留人" (۱۹۷۱)... Ho Li Chun
- "The Comet Strikes" "鬼流星" (۱۹۷۱)
- "رئیس بزرگ" "唐山大兄" (۱۹۷۱)... در نقش دختر بستنی فروش
- "Story of Daisy" "心蘭的故事" (۱۹۷۲)
- "راه اژدها" "猛龍過江" (۱۹۷۲)... در نقش چنگ چینگ هوآ
- "خشم اژدها" "精武門" (۱۹۷۲)... در نقش یوآن لی ایر
- "The Hurricane" "金旋風" (۱۹۷۲)... Ms Ting
- Tokyo-Seoul-Bangkok Drug Triangle (1973)... Parinda
- "The Devil's Treasure" "黑夜怪客" (۱۹۷۳)... Yen Yen
- "Naughty! Naughty!" "綽頭狀元" (۱۹۷۴)... Hsiao Yen
- "The Skyhawk" "黃飛鴻少林拳" (۱۹۷۴)... Hsiang Lan
- "Money Is Everything" "醒目雙星香港淘金記" (۱۹۷۵)
- "The Obsessed" "靈魔" (۱۹۷۵)
- "The Changing Clouds" "彩雲片片" (۱۹۷۵)
- "پنجه مرگبار بروس" "龍門秘指" (۱۹۷۶)... در نقش مینا لو
- "ضربه نهایی جدید" "新精武門" (۱۹۷۶)... در نقش مائو لی ایر / خانم لی
- "To Kill a Jaguar" "絕不低頭" (۱۹۷۷)... Bobo Kam
- "Clans of Intrigue" "楚留香" (۱۹۷۷)... Kung Nan Yen
- "Men of the Hour" "風雲人物" (۱۹۷۷)
- "بچه کونگ فو" "鐵拳小子" (۱۹۷۷)
- "Snake and Crane Arts of Shaolin" "蛇鶴八步" (۱۹۷۸)... Tang Ping-Er
- "Showdown at the Equator" "過江龍獨闖虎穴" (۱۹۷۸)
- "شمشیر روئیایی" "夢中劍" (۱۹۷۹)... Tzu Yi Chun
- "The Handcuff" "手扣" (۱۹۷۹)
- "مشت اژدها" "龍拳" (۱۹۷۹)... Zhuang Meng Lan
- "Mask of Vengeance" "風流殘劍血無痕" (۱۹۸۰)
- "گوتاما بودا" "釋迦牟尼" (۱۹۸۰)
- "آخرین دوئل" "英雄對英雄" (۱۹۸۱)... Shao Ye
- "گل، قاتل" "玉劍飄香" (۱۹۸۱)
- "Beauty Escort" "護花鈐" (۱۹۸۱)... Cold Blooded Mistress, Mei Win Shu
- "تیغ من، زندگی من" "決鬥者的生命" (۱۹۸۲)... Zither Player
- "Toronto Banana Gal" "多倫多竹昇妹" (۱۹۹۰)
- "How to Meet the Lucky Stars" "運財五福星" (۱۹۹۶)
- "Run Papa Run" "一個好爸爸" (۲۰۰۸)... Auntie Ying
- "Merry-Go-Round" "東風破" (۲۰۱۰)... در نقش ایوا

### مستند
- "بروس لی: مرد و افسانه" "李小龍的生與死" (۱۹۷۳)
- "بروس لی: افسانه" "李小龍傳奇" (۱۹۷۶)
- "بروس لی: یک مبارز" "李小龍:勇士的旅程尼" (۲۰۰۰)